# مایکل لینتسر
 مایکل لینتسر (انگلیسی: Michael Linzer؛ زاده ۲ نوامبر ۱۹۸۹) یک تنیس‌باز اهل اتریش است.